# Business delle torri
Business delle torri è una espressione giornalistica usata per indicare il mercato delle infrastrutture di radiodiffusione (torri di trasmissione), sia dei servizi di telefonia mobile sia dei contenuti radiotelevisivi.

## Storia
La crescente domanda di servizi di telefonia mobile, di contenuti televisivi in mobilità e l'evoluzione dei servizi di telecomunicazione nel futuro prossimo (come la connessione 5G che potrebbe spalancare le porte all'Internet of Things), hanno reso cruciali le infrastrutture di radiodiffusione. Le compagnie telefoniche e radiotelevisive hanno bisogno di reti sempre più grandi ed in grado di coprire capillarmente il territorio, ma questo sviluppo richiede una spesa ingente (specie se l'operatore è attivo anche nella telefonia fissa e sta investendo nella costruzione di una rete in fibra ottica, operazione che drena ulteriore liquidità alle casse societarie).
Molte di esse sono pertanto giunte alla decisione di scorporare il business delle torri, conferendole in apposite società da esse controllate, spesso quotate in Borsa (mantenendo una piccola percentuale di controllo), per valorizzarne ancora di più le potenzialità e raccogliere capitali. Condividere oggi i costi per lo sviluppo delle infrastrutture e domani affittare a terzi le capacità trasmissiva degli impianti, sta diventando un vero e proprio business.
Le TowerCo, così chiamate in gergo, si trovano proprietarie del traliccio, della cabina di alimentazione e del terreno su cui sorge il tutto, su cui vengono installati gli apparati di trasmissione di proprietà però delle compagnie telefoniche e radiotelevisive: il prossimo obiettivo delle società delle reti, tuttavia, sarà andare oltre la sola gestione immobiliare, il mero facility management, assumendo direttamente anche il possesso degli apparati stessi, controllando financo l'ultimo miglio della distribuzione del segnale.
Questa scelta è da imputare a più fattori: certamente queste vere e proprie TowerCo, suscitano interesse in investitori di lungo termine, proprio in virtù dallo sviluppo tecnologico previsto nei prossimi anni e quindi dalla elevata remunerazione dell'investimento; ad oggi, il valore delle TowerCo viene stimato in circa 18 volte il loro EBITDA. Stefano Pileri, amministratore delegato di Italtel (uno dei produttori degli impianti) ritiene che, solo in Italia, gli attuali 60.000 siti per la trasmissione del segnale per la telefonia mobile potrebbero diventare 600.000 e oltre nei prossimi cinque/dieci anni.
Ma non solo; sovente le reti di trasmissione di operatori concorrenti sono sovrapposte e coprono lo stesso territorio, talvolta anche in conflitto tra loro, generando interferenze. Riunirle sotto un unico cappello permetterebbe un recupero di efficienza, eliminando le duplicazioni di costi ed ottimizzando gli investimenti.
Infine, come già accennato, la costruzione di nuove infrastrutture, l'ammodernamento o l'ampliamento di quelle attuali, nonché le attività di manutenzione, comportano dei costi crescenti, che possono essere esternalizzati conferendo la proprietà delle reti ad una società terza ed indipendente (o comunque parzialmente consolidata nel bilancio) che si preoccuperà di gestire gli impianti, in cambio di un canone di locazione.
Si riscontra quindi, a livello mondiale, la nascita di gestori puri delle infrastrutture di trasmissione, senza la seconda anima di broadcaster, con la separazione di reti e servizi, creando aziende focalizzate esclusivamente sulla vendita/affitto wholesale di capacità trasmissiva. Gli esempi sono il leader domestico inglese Arqiva, il player francese TDF, che controlla la tedesca Media Broadcast, la spagnola Cellnex Telecom, nonché i tre colossi statunitensi American Tower, Crown Castle e SBA Communications.

## I dati del mercato italiano
Il mercato italiano è caratterizzati da due eccezioni, all'interno del comparto radiotelevisivo europeo, ovvero l'esistenza di due società, Rai Way ed Ei Towers; nel resto d'Europa, come visto, esiste un operatore unico. Inoltre, in Italia, molto spesso, le industrie televisive, anche quelle locali, sono ad integrazione verticale, ovvero produttori-editori di contenuti televisivi ed, allo stesso tempo, proprietari dell'infrastruttura di trasmissione.
Secondo i dati riportati da AGCOM, il settore in Italia ha fatturato nel 2017, 1.36 miliardi di euro, dando lavoro a 2.300 persone. Garantisce un Ebitda di 540 milioni di euro, un Ebit di 370 milioni ed un utile di 300 milioni di euro. INWIT ed EI Towers sono i due leader del comparto.